# John Alexander Ahl

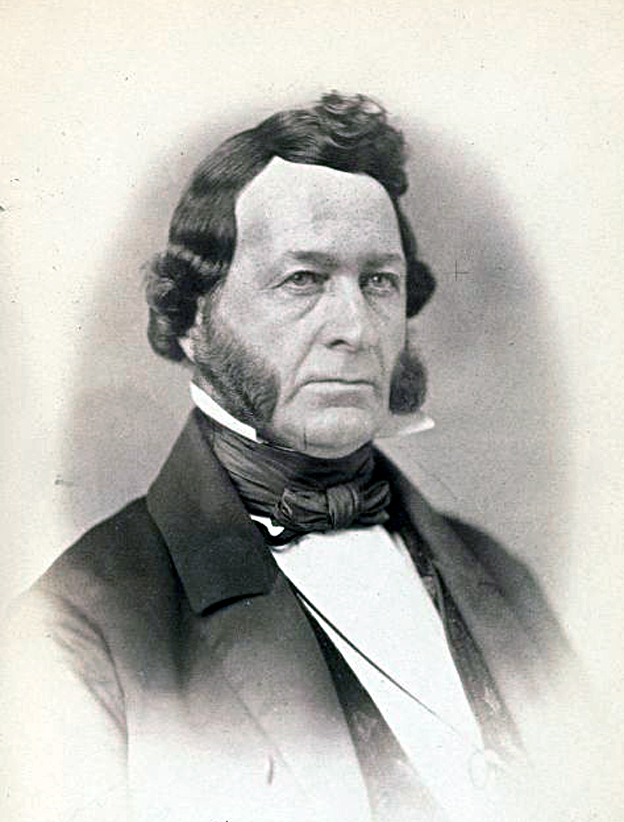
John Alexander Ahl (1859)

John Alexander Ahl (* 16. August 1813 in Strasburg, Franklin County, Pennsylvania; † 25. April 1882 in Newville, Pennsylvania) war ein US-amerikanischer Politiker. Zwischen 1857 und 1859 vertrat er den Bundesstaat Pennsylvania im US-Repräsentantenhaus.

## Werdegang
Im Jahr 1825 kam John Ahl mit seinen Eltern nach Newville. Er besuchte die öffentlichen Schulen seiner jeweiligen Heimat und unterrichtete danach selbst für einige Zeit als Lehrer. Nach einem anschließenden Medizinstudium an der University of Maryland in Baltimore und seiner 1852 erfolgten Zulassung als Arzt begann er bis 1856 in Centerville in diesem Beruf zu praktizieren. Danach arbeitete er in Newville in der Immobilienbranche sowie in der Papierherstellung. Politisch schloss er sich der Demokratischen Partei an. Im Juni 1856 nahm er als Delegierter an der Democratic National Convention in Cincinnati teil, auf der James Buchanan als Präsidentschaftskandidat nominiert wurde.
Bei den Kongresswahlen des Jahres 1856 wurde Ahl im 16. Wahlbezirk von Pennsylvania in das US-Repräsentantenhaus in Washington, D.C. gewählt, wo er am 4. März 1857 die Nachfolge des Republikaners Lemuel Todd antrat. Da er im Jahr 1858 auf eine weitere Kandidatur verzichtete, konnte er bis zum 3. März 1859 nur eine Legislaturperiode im Kongress absolvieren. Diese war von den Ereignissen im Vorfeld des Bürgerkrieges geprägt.
Nach dem Ende seiner Zeit im US-Repräsentantenhaus betätigte sich John Ahl wieder in der Papierherstellung. Außerdem betrieb er in Antietam (Maryland) eine Eisenschmelze. Ahl war auch als Arzt für die Staatsmiliz tätig und war am Aufbau der Eisenbahngesellschaft Harrisburg & Potomac Railroad beteiligt. Er starb am 25. April 1882 in Newville, wo er auch beigesetzt wurde.